# ヒュー・キャンベル (第3代ラウドン伯爵)
第3代ラウドン伯爵ヒュー・キャンベル（英語: Hugh Campbell, 3rd Earl of Loudoun KT PC、1675年頃 – 1731年11月20日）は、スコットランドの政治家、貴族。

## 生涯
第2代ラウドン伯爵ジェームズ・キャンベルとマーガレット・モンゴメリー（Margaret Montgomery、1686年2月22日以前没、第7代エグリントン伯爵ヒュー・モンゴメリーの娘）の息子として生まれた。1684年に父がライデンで死去すると、ラウドン伯爵の爵位を継承した。
1696年9月8日にスコットランド議会議員に就任、1697年4月にスコットランド枢密院の枢密顧問官に就任した。さらに第10代アーガイル伯爵アーチボルド・キャンベル（後の初代アーガイル公爵）の影響力を借りて、1699年2月7日にスコットランド民事控訴院特別判事（Extraordinary Lord of Session）に就任、以降死去まで務めた。
アン女王が即位すると、1703年にスコットランドの枢密顧問官を再任、1702年から1704年までスコットランド大蔵委員会の委員（Commissioner of the Treasury of Scotland）を、1705年から1707年までスコットランド王国の国務大臣を務めた。1706年3月にスコットランド王国とイングランド王国の合同交渉におけるスコットランド代表の1人になり、同年8月10日にシッスル勲章を授与された。
1707年にグレートブリテン王国が成立するとスコットランド貴族代表議員に当選（以降1708年、1710年、1713年、1715年、1722年、1727年の総選挙で再選）、1708年5月25日にスコットランド国璽尚書に任命され、同年にグレートブリテン枢密院の枢密顧問官に任命された。ラウドン伯爵はこの時点で3,000ポンドの年収を得ていたが、アン女王はさらにラウドン伯爵に2,000ポンドの年金を与えた。
1713年にトーリー党政権からの要求に従わなかったとしてスコットランド国璽尚書を解任されたが、翌年にジョージ1世が即位すると枢密顧問官に復帰した。1715年ジャコバイト蜂起ではエアシャー統監に任命された（在任：1715年 – 1731年）ほか、第2代アーガイル公爵ジョン・キャンベルの部下の志願兵としてシェリフミュアの戦いに参戦した。その後、1722年、1725年、1726年、1728年、1730年、1731年の6度にわたってスコットランド教会総会への勅使を務め、1727年には2,000ポンドの年金を与えられた。
1731年11月20日にラウドンで死去、息子ジョンが爵位を継承した。

## 家族
1700年4月6日、マーガレット・ダルリンプル（Margaret Dalrymple、1684年8月25日洗礼 – 1779年4月3日、初代ステア伯爵ジョン・ダルリンプルの娘）と結婚、1男2女をもうけた。
- ジョン（英語版） - 第4代ラウドン伯爵
- エリザベス[1]
- マーガレット（1735年4月20日以前没） - 1728年8月30日、ジョン・キャンベル（John Campbell、1696年 – 1746年7月22日、庶民院議員ダニエル・キャンベルの息子）と結婚